# مارلون براندو
مارلون براندو جونیور (به انگلیسی: Marlon Brando Jr.؛ ۳ آوریل ۱۹۲۴ – ۱ ژوئیهٔ ۲۰۰۴) بازیگر آمریکایی بود. او را یکی از تاثیرگذارترین بازیگران تاریخ می‌دانند، که در شش دهه فعالیت، به چندین افتخار از جمله دو اسکار، سه بفتا و چهار گلدن گلوب رسید. براندو در کنش‌گری، به‌ویژه جنبش‌های حقوق مدنی سیاه‌پوستان و سرخ‌پوستان آمریکا نیز فعال بود. او یکی از نخستین بازیگرانی است که روش بازیگری استانیسلاوسکی و بازیگری متد را به مخاطبان جریان اصلی رساند.
براندو در سال ۱۹۵۱ برای بازی در اتوبوسی به نام هوس، مورد تحسین قرار گرفت و نامزد جایزه اسکار شد. او برای بازی در فیلم در بارانداز (۱۹۵۴) اسکار گرفت و بازی‌اش در فیلم وحشی (۱۹۵۳) تصویری ماندگار در فرهنگ مردمی شد. براندو برای بازی در نقش امیلیانو زاپاتا در زنده‌باد زاپاتا! (۱۹۵۲)، ژولیوس سزار (۱۹۵۳) و سایونارا (۱۹۵۷) هم نامزد اسکار شد. بازی در فیلم زنده‌باد زاپاتا! برایش جایزه بهترین بازیگر مرد جشنواره کن را به همراه داشت.
حرفهٔ براندو در دههٔ ۱۹۶۰ با افت هنری و تجاری روبرو شد. وسترن سربازهای یک‌چشم (۱۹۶۱) با کارگردانی و بازی او با شکست تجاری همراه بود. پس از ده سال کم‌کاری، او پذیرفت که در نقش ویتو کورلئونه در پدرخوانده (۱۹۷۲) تست بازیگری دهد. او بازی در این نقش را پذیرفت و برای آن، برنده دومین اسکار بازیگری خود شد. او این جایزه را به‌دلیل «طرز برخورد امروزی با سرخپوستان آمریکا از سوی صنعت فیلم … و همچنین با اتفاقات اخیر» رد کرد و به‌جای خود، دختر سرخ‌پوستی را فرستاد تا جایزه را دریافت و دلیلش را اعلام کند. پدرخوانده، پرفروش‌ترین فیلم آن زمان شد و در کنار بازی در آخرین تانگو در پاریس (۱۹۷۲) که برایش نامزد اسکار شد، براندو را یکی از بازیگران پرفروش در گیشه کرد. براندو بعدها به بازی در نقش مکمل روی آورد و در نقش جور-ال در فیلم ابرقهرمانی سوپرمن (۱۹۷۸) بازی کرد. او در فیلم جنگی اینک آخرالزمان (۱۹۷۹) نیز بازی کرد و برای بازی در درام فصل سفید خشک (۱۹۸۹) نامزد اسکار بهترین بازیگر نقش مکمل مرد شد.
براندو از سوی انستیتوی فیلم آمریکایی، چهارمین ستاره بزرگ سینما در میان ستاره‌های مرد سینما که اولین تجربهٔ بازیگری‌شان در ۱۹۵۰ یا پیش از آن بود، شناخته شد. او یکی از شش بازیگری بود که تایم در ۱۹۹۹ نام‌شان را در فهرست ۱۰۰ شخصیت برجسته قرن بیستم قرار داد. تایم در این فهرست براندو را «بازیگر قرن» انتخاب کرد.

## ابتدای زندگی
مارلون براندو جونیور، ۳ آوریل ۱۹۲۴ در اوماهای نبراسکا چشم به جهان گشود، پدرش فروشنده مواد شیمیایی بود که بیشتر به بیرون از ایالت نبراسکا سفر می‌کرد و مادرش بازیگر تئاتر بود که بیشتر بیرون از خانه بود. غیبت مادرش منجر به وابستگی براندو به خدمتکار خانه شان شد که در پایان خدمتکارشان او را ترک کرد و سپس ازدواج کرد که براندو را دچار مشکلات عاطفی کرد . او دو خواهر بزرگتر از خودش به نام های جوسلین و فرانسیس داشت .بر خلاف نام خانوادگی او که ایتالیایی به نظر می‌رسد ، ریشه مارلون برادو آلمانی،هلندی،انگلیسی و ایرلندی بود.پدر بزرگ پدری او یوهان ویلهم براندو نام دارد که در ابتدای دهه ۱۷۰۰ از آلمان به ایالات متحده مهاجرت کرد. پدر بزرگ مادری او مایلز جوزف گاهان نام دارد،یک مهاجر ایرلندی که به عنوان پزشک در جنگ داخلی خدمت کرد. همچنین او از نوادگان لویی دوبوآ هوگنوی فرانسوی است که سال ۱۶۶۰ به ایالات متحده کوچ کردند.  در سال ۱۹۳۶ پدر و مادرش از هم جدا شدند، سپس به همراه مادر و خواهرانش به سانتا آنا کالیفرنیا رفتند . دو سال بعد یعنی ۱۹۳۸ پدر و مادرش با هم آشتی کردند، پدرش در لیبرتی ویل ایلینوی خانه ای خرید تا در آنجا زندگی کنند. او در دبیرستان لیبرتی ویل تحصیل کرد فقط در ورزش و تئاتر خوب بود و در دیگر رشته ها ناموفق بود و رفوزه شد و یک سال عقب افتاد تا اینکه با بدرفتاری کردن در سال ۱۹۴۱ از دبیرستان اخراج شد .   پدرش او را به مدرسه نظام فرستاد در آنجا نیز در تئاتر تا سال ۱۹۴۳ بسیار خوب بود تا اینکه او از افسر مافوقش در هنگام مانور سرپیچی کرد او در حیاط مدرسه نظام زندانی بود براندو تصمیم گرفت از آنجا فرار کند مخفیانه وارد شهر شد اما خیلی زود دستگیر شد. اعضای مدرسه نظام تصمیم گرفتند او را اخراج کنند اگر چه دانش آموزان دیگر از مارلون حمایت می‌کردند و دوست نداشتند اخراج شود اما این اتفاق افتاد.                         در سال بعد او را به مدرسه نظام دعوت کردند اما مارلون تصمیم گرفت دیگر به آنجا نرود.سپس تلاش کرد به ارتش بپیوندد اما شرایط جسمانی اش خوب نبود چون که زمانی که در مدرسهٔ نظام بود زانویش در فوتبال آسیب دید و از نظر جسمانی نمی‌توانست در ارتش خدمت کند .
 او دربارهٔ دوران کودکی‌اش می‌گوید:
 «ما در شهری کوچک زندگی می‌کردیم، و مادرم یک دائم‌الخمر بود. زمانی‌که مادر می‌رفت و گم می‌شد، ما نمی‌دانستیم که او کجاست. برایم عادت شده بود که بروم و او را از زندان در بیاورم. خاطرات او حتی اکنون نیز مرا پر از شرم و خشم می‌کند.»
تمایل مارلون به بازیگری در تئاتر وابسته به حرفه و تشویق‌های مادرش بود. پیش از مارلون، خواهرش جوسلین جذب بازیگری شد. جوسلین به نیویورک رفت تا در آکادمی هنرهای دراماتیک آمریکا به یادگیری بازیگری بپردازد. مارلون تصمیم گرفت به دنبال خواهرش به نیویورک برود و در آکادمی هنرهای دراماتیک تحصیل کند .بعدها او سر از برادوی درآورد و بازیگری در تلویزیون و سینما را نیز به تجربیات خود افزود. 

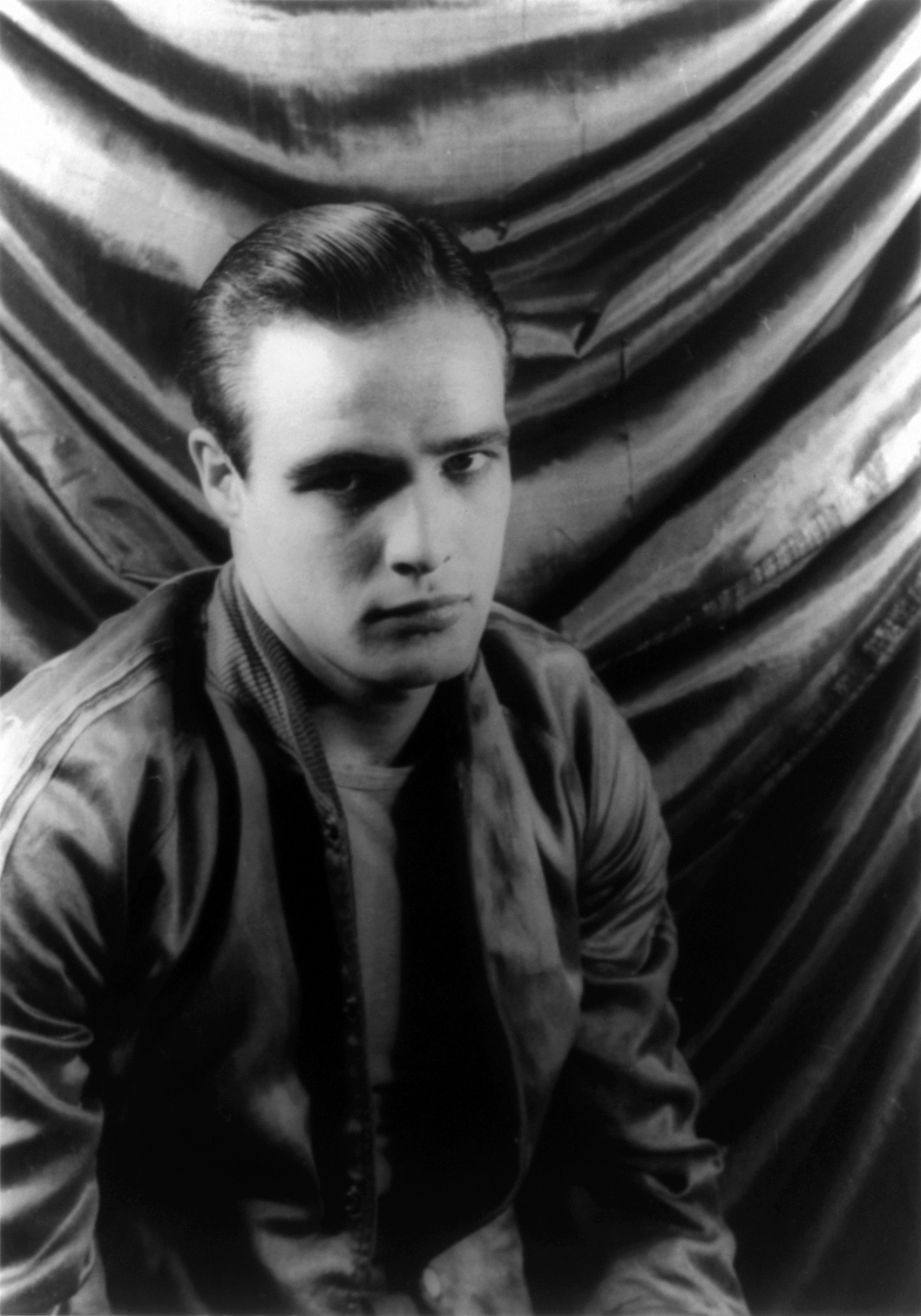
مارلون براندو (۱۹۴۸)

او گفته که هرگز فکر نمی‌کرده در سینما به چنین شهرتی برسد و می‌گوید:
همه چیز اتفاقی شد، اگر خوش شانس نمی‌بودم و بازیگر نمی‌شدم، معلوم نیست که قرار بود سر از کجا دربیاورم. احتمالاً یک شیاد و کلاهبردار می‌شدم. کلاهبردار خوبی می‌شدم.

## زندگی شخصی

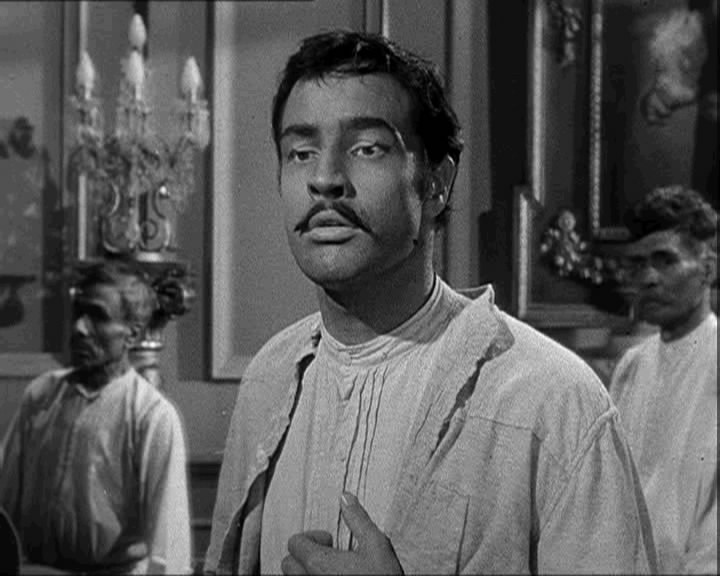
مارلون براندو در فیلم زنده باد زاپاتا

براندو آشکارا دوجنس‌گرا بود و در مصاحبه‌ای گفت: «مانند بی‌شماری از مردان، من هم رابطهٔ همجنس‌گرایانه داشته‌ام. این یک چیز عادی‌ست، من اهمیت نمی‌دهم دیگران ممکن است چه فکری کنند.» در زندگی‌نامه‌هایی که از براندو منتشر شده، به رابطه عاشقانه وی با جیمز دین، کری گرنت، لارنس الیویه و راک هادسن اشاره شده است.

## ورود به تئاتر
براندو در ۱۹۴۲ به مدرسه تئاتر حرفه‌ای آمریکا رفت و کارگاه‌های تئاتر را تجربه کرد و زیر نظر استلا آدلر استاد بزرگ بازیگری آموزش دید و بازیگری به شیوه استانیسلاوسکی را آموخت، هر چند همواره با آدلر در کشمکش بود.
براندو به خاطر خلق‌وخوی معترض و ناخوشایندی که داشت، از یکی دو تئاتر اخراج شد. بعد عضو یک گروه محلی شد و با نمایش «مادر را به یاد می‌آورم» به برادوی پا گذاشت.
در ۱۹۴۸ و در ۲۴ سالگی به نقش استنلی کوالسکی در اتوبوسی به نام هوس در برادوی روی صحنه رفت. بازی در نقش یک کهنه‌سرباز در نمایش «کافه تراک لاین» نامش را بر سر زبان‌ها انداخت. هر چند این نمایش با شکستی تجاری همراه شد، منتقدان چنان از بازیگری براندو به‌وجد آمده‌بودند که او را «متعهدترین بازیگر برادوی» خواندند.
در ۱۹۵۳ براندو در «سلاح‌ها و مرد» به کارگردانی لی فالک نیز خوش درخشید. او برای بازی در این نقش دست‌مزد هفته‌ای ۱۰۰۰۰ دلاری در برادوی را رد کرد تا در بوستون روی صحنه برود، درحالی‌که تنها ۵۰۰ دلار دست‌مزد هفتگی می‌گرفت. این آخرین بازی مارلون براندو در تئاتر بود.

## سینما و فیلم‌های شاخص

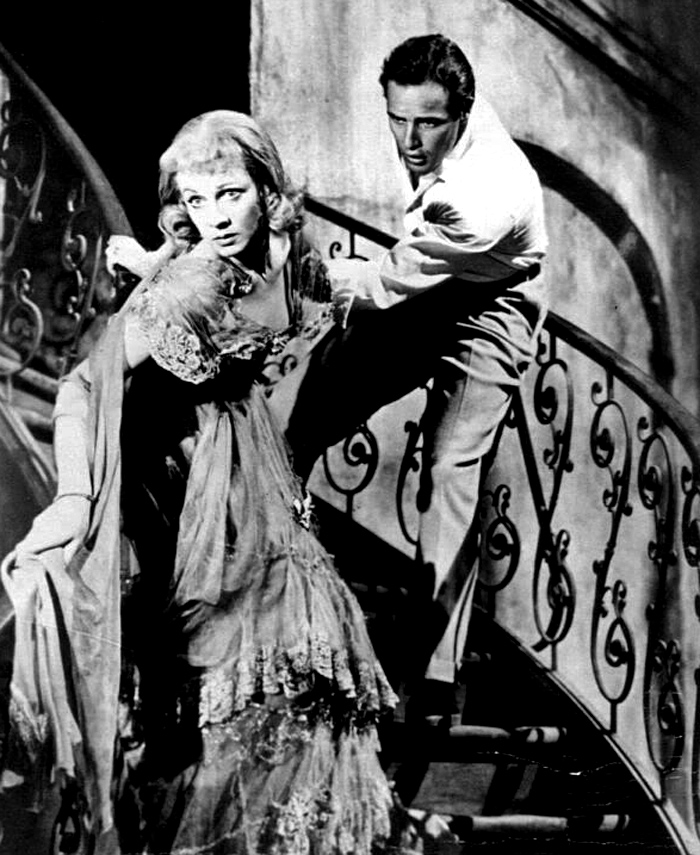
براندو به نقش استنلی کوالسکی در کنار ویوین لی در فیلم اتوبوسی به نام هوس

براندو پس از درخشش در تئاتر اتوبوسی به نام هوس، از سوی الیا کازان فیلم‌ساز نام‌دار دوران دعوت شد تا در نسخه سینمایی این نمایش بازی کند. شخصیت استنلی کوالسکی در نسخه سینمایی نمایشنامه کلاسیک اتوبوسی به نام هوس با نام براندو عجین شد و شهرتی جهانی یافت. این فیلم و در بارانداز (هر دو به کارگردانی الیاکازان) در دهه ۱۹۵۰، نام براندو را به عنوان استعدادی جدید در بازیگری سینما بر سر زبان‌ها انداخت. او در میان‌سالی با بازی در نقش دن ویتو کورلئونه در پدرخوانده نام خود را جاودانه ساخت. نقشی که دومین اسکار بهترین بازیگر نقش اول مرد را برایش به ارمغان آورد.

### دهه پنجاه
مردان (۱۹۵۰) - براندو نخستین بار در فیلم «مردان» بازی کرد. او برای بازی، یک ماه در بیمارستان مجروحان جنگی بستری شد تا جزئیات نقش را دریابد، کاری که بسیاری از بازیگران باتجربه آن دوران مانند لارنس الیویه یا کلارک گیبل آن را حماقت محض می‌دانستند.
اتوبوسی به‌نام هوس (۱۹۵۱) - براندو پس از درخشش در تئاتر اتوبوسی به نام هوس، از سوی الیا کازان فیلم‌ساز نام‌دار دوران دعوت شد تا در نسخه سینمایی این نمایش بازی کند. بازی نامتعارف براندو در نقش استنلی کوالسکی در این فیلم به انقلابی در بازیگری تعبیر شد و بازیگری متد را با تغییری اساسی روبه‌رو کرد. پس از آن برای تست بازیگری در نقش اصلی «یاغی بی هدف» به استودیوی برادران وارنر رفت. نقشی که عاقبت جیمز دین برای بازی برگزیده شد. بازی قدرت‌مندش در نسخه سینمایی اتوبوسی به نام هوس نامزدی اسکار بهترین بازیگر نقش اول مرد را برایش به ارمغان آورد. نامزدی اسکار در سه سال بعدی نیز با زنده باد زاپاتا، ژولیوس سزار و در بارانداز تکرار شد و برای فیلم آخر، نخستین بار برنده شد.
زنده باد زاپاتا (۱۹۵۲) - در نقش امیلیانو زاپاتا انقلابی مکزیکی ظاهر شد. الیا کازان کارگردان بود و براندو نامزد اسکار بازیگری شد.

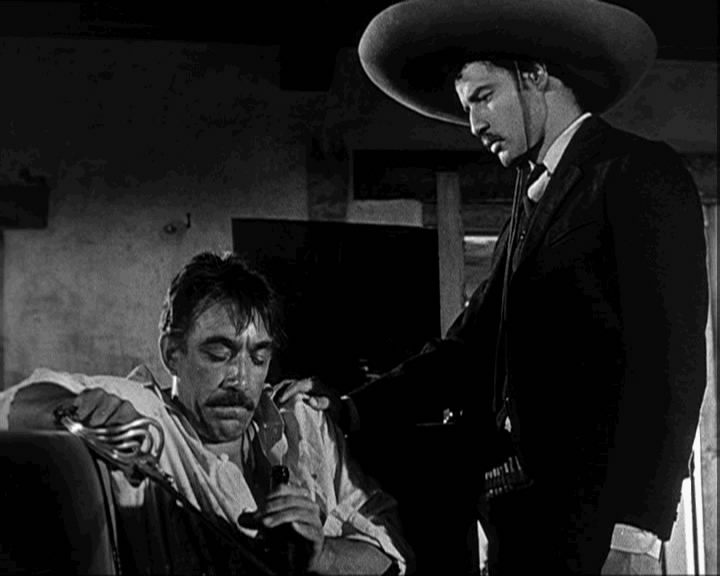
مارلون براندو در کنار آنتونی کوئین در فیلم زنده باد زاپاتا

ژولیوس سزار (۱۹۵۳) - در نقش مارک آنتونی روم باستان در یک فیلم شکسپیری، تئاتری و هنرمندانه بازی کرد.
وحشی (۱۹۵۳) - وحشی دیگر فیلم مهم براندو در دهه درخشان ۱۹۵۰ بود. او که در نقش یک موتورسیکلت سوار یاغی در این فیلم خوش درخشیده بود، بت نسل جوان شد. تصویری که او از یک جوان عاصی عصر راک اند رول نشان داد، نماد این عصر شد. ازآن‌جابه‌بعد، تأثیر براندو روی نسل جوان دو چندان شد. تصویر جدید جوانان یاغی در آمریکا بر اساس ظاهر براندو در فیلم «وحشی» (موتورسیکلت بزرگ، کاپشن چرمی و شلوار جین) شکل گرفت. پس از نمایش موفق این فیلم، فروش کارخانجات بزرگ موتورسیکلت آمریکا سیر صعودی پیدا کرد. «وحشی» در بیرون از آمریکا نیز با مؤفقیت تجاری روبرو شد و اثراتی مشابه بر فرهنگ کشورهای دیگر جهان گذاشت.

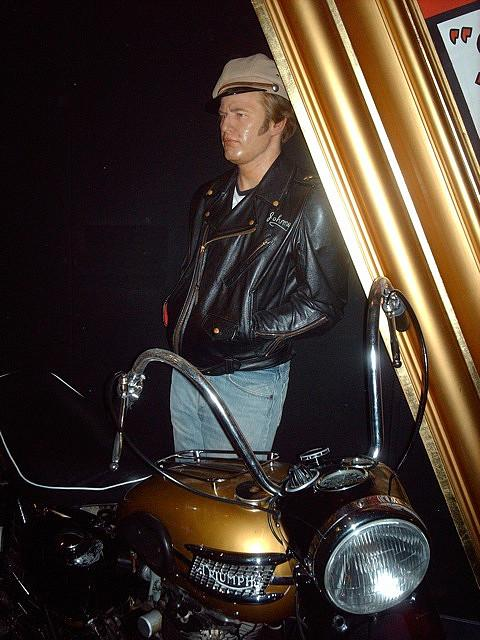
مجسّمه مارلون براندو (فیلم وحشی) در موزه مادام توسو در لندن

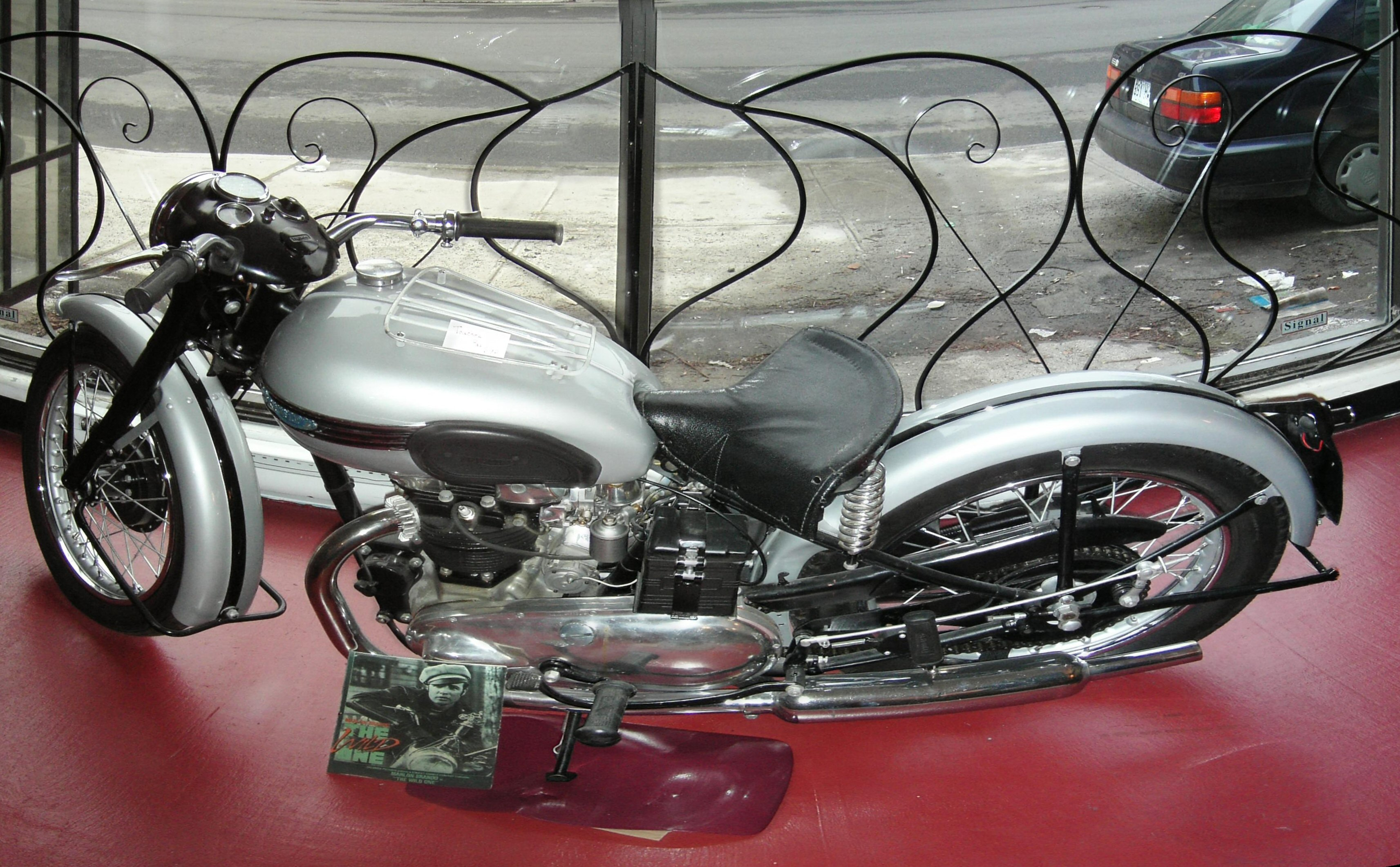
ترایامف تاندربرد (Triumph Thunderbird) موتورسیکلت براندو در فیلم وحشی

در بارانداز (۱۹۵۴) - به کارگردانی الیا کازان و با گروهی از مستعدترین بازیگران دوران. براندو برای بازی در نقش تری مالوی در «در بارانداز» اسکار گرفت. براندو و همبازی‌اش «راد استایگر»، برخی سکانس‌ها را نپسندیدند و بداهه بازی کردند.

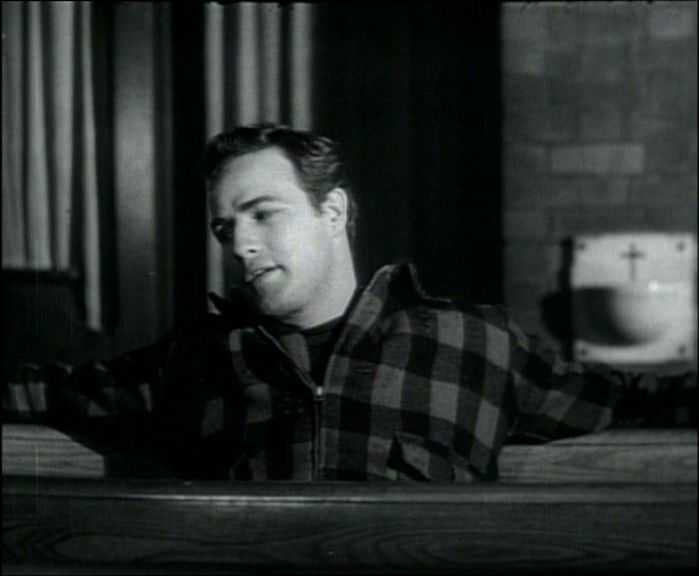
مارلون براندو در نقش تری مالوی در فیلم در بارانداز

دزیره (۱۹۵۴)- بهترین ناپلئون تاریخ سینما.
سایونارا (۱۹۵۷)-در نقش خلبان نیروی هوایی آمریکا در ژاپن و رابطه عاشقانه با زنی ژاپنی. برای این فیلم هم نامزد اسکار بازیگری شد.
- پنج فیلم نخست کارنامه بازیگری براندو، نام او را به عنوان یک استعداد بی‌نظیر بازیگری در ذهن علاقه‌مندان و منتقدان سینما ثبت کرد. او سه سال پیاپی، ۱۹۵۱ تا ۱۹۵۳، برنده جایزه فیلم بریتانیا (بفتا) شد.
- در دهه پنجاه، موفقیت‌های براندو با بازی در نقش‌هایی کم‌نظیر چون اسکای مسترسون در «مردها و عروسک‌ها» مترجمی ژاپنی‌تبار در «چای خانه ماه اوت» خلبان نیروی هوایی در «سایونارا» و یک افسر نازی در «شیرهای جوان» ادامه یافت. او برای «سایونارا» هم نامزد اسکار شد.
- او در دهه ۱۹۵۰، در کنار جیمز دین و مونتگومری کلیفت، از ستاره‌های مشهور هالی‌وود بود.

### دهه شصت
در دهه ۱۹۶۰ براندو فیلم‌هایی چون «شورش در بونتی»، «سربازهای یک چشم» (تنها فیلمی که براندو آن را کارگردانی کرد)، «تعقیب»، «انعکاس در چشمان طلایی» و «کوئیمادا، بسوزان» (فیلمی از جیلو پونته کوروو که براندو آن را بهترین بازیگری خود می‌دانست) بازی کرد. با این فیلم‌ها کارنامه هنری براندو در پایان دهه ۶۰ به شدت آسیب دید و می‌رفت که او به فراموشی سپرده شود. برای همین، به فیلم‌های کم‌خرج یا مستقل روی آورد. برخی از مورخان سینما دلیل این گوشه‌گیری را فعالیت‌های اجتماعی براندو، به ویژه حمایتش از گروه افراطی «پلنگ‌های سیاه» می‌دانند. براندو همچنین در فیلمبرداری شورش در بونتی، چنان مجذوب اهالی و چشم‌اندازهای تاهیتی شد که یک آب‌سنگ حلقویِ دوازده‌جزیره‌ای در آنجا خرید.

### دهه هفتاد
در آغاز دهه هفتاد براندوی میان‌سال با بازی در نقش خاطره‌انگیز «دن ویتو کورلئونه» در «پدرخوانده»، کارنامه هنری‌اش را دوباره زنده کرد.
فرانسیس فورد کوپولا کارگردان پدرخوانده می‌گوید: براندو تست چهره‌پردازی‌اش را خودش انجام داد. او با گذاشتن دو تیله در دهان، فرم ویژه فک و صورت و گفتار پُرخَش دن کورلئونه را شکل داد.
کاپولا شیفته شخصیت‌پردازی براندو برای نقش ویتو کورلئونه شده‌بود. اما باید با مسئولان استودیو می‌جنگید تا براندو را که به بدخلقی و رفتار نامسئولانه سر صحنه فیلم‌ها شهرت داشت، به آنان بقبولاند. مدیران کمپانی پارامونت می‌خواستند با دنی تامس برای بازی در آن نقش قرارداد ببندند، اما تامس که شاهد تمرین‌های براندو برای این نقش بود، پارامونت را واداشت تا با مسئولیت کاپولا آن را به براندو بسپارند.
آخرین تانگو در پاریس (۱۹۷۲) - منتقدان، به رغم صراحت‌های جنسی فراوان فیلم، بازی براندو را بسیار تحسین کردند. او همان سال نامزد اسکار بهترین بازیگر نقش اول مرد شد. راجر ایبرت، مونولوگ مشهور براندو در کنار جسد همسرش را بهترین صحنهٔ بازیگری در تاریخ سینما دانسته است.
اینک آخرالزمان (۱۹۷۹) یک فیلم ضد جنگ ویتنامی و کوبنده به کارگردانی فرانسیس فورد کاپولا بود. براندو در نقش یک نظامی یاغی با خوی و چهره وهم‌انگیز ظاهر شد.
براندو در دهه هشتاد میلادی از سینما خداحافظی و دوری کرد و در جزیره‌اش در مناطق استوایی اقیانوس آرام زندگی کرد.
براندو در دهه نود با چند فیلم بی‌کیفیت بازگشتی نومیدانه داشت. آن سال‌های آخر، افزایش وزن وحشتناک او بسیار نمود داشت.
براندو در ۲۰۰۱ در آخرین فیلم خود با نام «امتیاز» برای اولین و آخرین بار با رابرت دنیرو هم‌بازی شد.

## فعالیت‌های اجتماعی
فعالیت‌های اجتماعی براندو در احقاق حقوق مدنی سیاهان در دهه ۶۰، سرخ‌پوستان در دهه ۷۰، و یهودیان در دهه ۹۰ بخش دیگری از شخصیت جذاب و چند بعدی وی را رقم می‌زند، گرچه با رفتار مغرورانه و تند و غیرعادی‌اش لقب «پسر بد هالیوود» گرفته‌بود.

براندو خود را یک دموکرات می‌دانست. او در راهپیمایی مشهور حقوق مدنی سیاهان ۱۹۶۳ حضور داشت. 

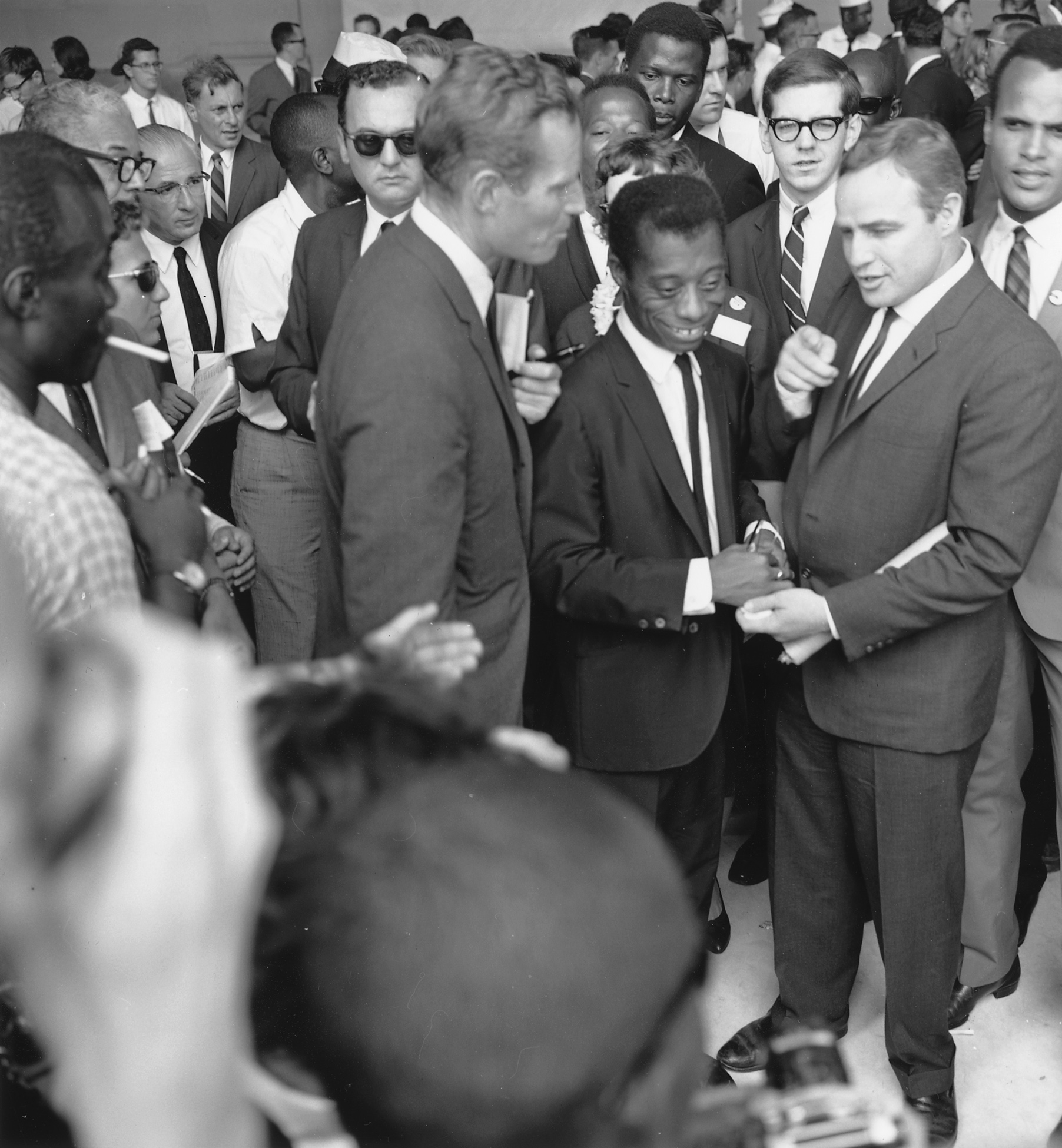
براندو در راهپیمایی حقوق مدنی (۱۹۶۳)

در ابتدای دهه ۹۰ او علیه آپارتاید نژادی موضع گرفت. او حتی در فیلمی با همین مضمون بنام فصل سفید خشک نیز بازی کرد.
در دهه نود در زندگی دچار مشکلاتی شد. پسر براندو، دوست‌پسر خواهرش را کشت که به دادگاه و زندان کشیده شد و دختر براندو که بر اثر فشار روحی تحت درمان روانی بود، خود را کشت.
او در ۱۹۷۳ با مشت دندان‌های یک پاپاراتزی را شکست. اخلاق غریب براندو، کودکی نامتعارف و پررنج، زندگی ازهم‌گسیخته و مصیبت‌بار، سخت‌گیری‌های سر صحنه فیلم‌ها از جمله بی‌میلی یا ناتوانی در حفظ دیالوگ‌ها و سرپیچی از کارگردان‌ها و رفتار سرکشانه، چند بار ازدواج، ول‌خرجی در زندگی، همه و همه می‌توانست کارنامه حرفه‌ای هر بازیگری را نابود کند. با این حال، استعداد هنری و شعور سیاسی مارلون براندو هرگز فراموش نمی‌شود؛ گرچه تندمزاجی، حماقت، بی‌بندوباری جنسی، اشتهای سیری‌ناپذیر برای غذا و از دست دادن فرصت‌های بسیار او هم از یاد نخواهد رفت.
در آستانه چهل و پنجمین دوره اسکار که وی برای فیلم پدرخوانده نامزد شده‌بود، اعلام کرد که اسکار را تحریم می‌کند و «ساشین لیتل‌فیدر» یک بازیگر ناشناخته را به جای خود می‌فرستد. او رئیس کمیته ملی بومیان آمریکا بود. هنگامی که نام براندو به عنوان برنده بهترین بازیگر نقش اول مرد خوانده شد، ساشین لیتل‌فیدر به روی صحنه آمد و در اعتراض به نماینده نداشتن بومیان آمریکا در سینما، اسکار را نپذیرفت و پیام او را به حاضران رساند.

## درگذشت
براندو در روز پنج‌شنبه ۱ ژوئیه ۲۰۰۴ در سن ۸۰ سالگی درگذشت. علت مرگ او با اصرار عجیب وکیلش هرگز به درستی فاش نشد. بعدها بخش پزشکی دانشگاه یوسی‌ال‌ای (UCLA) علت مرگ براندو را مشکلات تنفسی در اثر گرفتگی بافت‌های ریوی اعلام کرد، هرچند وکیلش آن را تأیید نکرد. علاوه بر آن، براندو در سال‌های پایانی عمر دچار نارسایی قلبی بود و گفته می‌شود از بیماری قند و سرطان کبد رنج می‌برد. جسد او بنا بر وصیتش سوزانده شد. از مارلون براندو سه جمله به یادگار مانده است:
- «بازیگری حرفه‌ای پوچ است.»
- «هرچه پول درآوردم خرج روان‌پزشک کردم.»

- «تماشای هنرپیشه‌گان در تلویزیون که از زندگی خصوصی خود می‌گویند تهوع‌آور است.»

## جوایز و افتخارات

### اسکار
| سال  | فیلم                 | رده                        | نتیجه |
| ---- | -------------------- | -------------------------- | ----- |
| ۱۹۸۹ | فصل سفید خشک         | بهترین بازیگر نقش مکمل مرد | نامزد |
| ۱۹۷۳ | آخرین تانگو در پاریس | بهترین بازیگر نقش اول مرد  | نامزد |
| ۱۹۷۲ | پدرخوانده            | بهترین بازیگر نقش اول مرد  | برنده |
| ۱۹۵۷ | سایونارا             | بهترین بازیگر نقش اول مرد  | نامزد |
| ۱۹۵۴ | در بارانداز          | بهترین بازیگر نقش اول مرد  | برنده |
| ۱۹۵۳ | ژولیوس سزار          | بهترین بازیگر نقش اول مرد  | نامزد |
| ۱۹۵۲ | زنده باد زاپاتا      | بهترین بازیگر نقش اول مرد  | نامزد |
| ۱۹۵۱ | اتوبوسی به نام هوس   | بهترین بازیگر نقش اول مرد  | نامزد |

### جشنواره فیلم کن
| سال  | فیلم            | رده               | نتیجه |
| ---- | --------------- | ----------------- | ----- |
| ۱۹۵۲ | زنده باد زاپاتا | بهترین بازیگر مرد | برنده |

### گلدن گلوب
| سال  | فیلم            | رده                                    | نتیجه |
| ---- | --------------- | -------------------------------------- | ----- |
| ۱۹۸۹ | فصل سفید خشک    | بهترین بازیگر نقش مکمل مرد             | نامزد |
| ۱۹۷۲ | پدرخوانده       | بهترین بازیگر مرد فیلم درام            | برنده |
| ۱۹۶۳ | آمریکایی زشت    | بهترین بازیگر مرد فیلم درام            | نامزد |
| ۱۹۵۵ | مردها و عروسک‌ها | بهترین بازیگر مرد فیلم موزیکال یا کمدی | نامزد |
| ۱۹۵۴ | در بارانداز     | بهترین بازیگر مرد فیلم درام            | برنده |
| ۱۹۵۲ | زنده باد زاپاتا | بهترین بازیگر مرد فیلم درام            | نامزد |

### بفتا
| سال  | فیلم                 | رده                        | نتیجه |
| ---- | -------------------- | -------------------------- | ----- |
| ۱۹۸۹ | فصل سفید خشک         | بهترین بازیگر نقش مکمل مرد | نامزد |
| ۱۹۷۳ | آخرین تانگو در پاریس | بهترین بازیگر خارجی        | نامزد |
| ۱۹۷۲ | پدرخوانده            | بهترین بازیگر خارجی        | نامزد |
| ۱۹۵۴ | در بارانداز          | بهترین بازیگر خارجی        | برنده |
| ۱۹۵۳ | ژولیوس سزار          | بهترین بازیگر خارجی        | برنده |
| ۱۹۵۲ | زنده باد زاپاتا      | بهترین بازیگر خارجی        | برنده |

### حلقه منتقدان فیلم نیویورک
| سال  | فیلم                 | رده                           | نتیجه |
| ---- | -------------------- | ----------------------------- | ----- |
| ۱۹۷۳ | آخرین تانگو در پاریس | بهترین بازیگر مرد نقش اول مرد | برنده |
| ۱۹۵۴ | در بارانداز          | بهترین بازیگر مرد نقش اول مرد | برنده |

### انجمن کارگردانان آمریکا
| سال  | فیلم           | رده              | نتیجه |
| ---- | -------------- | ---------------- | ----- |
| ۱۹۶۳ | سربازهای یک‌چشم | کارگردانی برجسته | نامزد |

### انجمن منتقدان پخش کننده فیلم
| سال  | فیلم                 | رده               | نتیجه |
| ---- | -------------------- | ----------------- | ----- |
| ۱۹۷۴ | آخرین تانگو در پاریس | بهترین بازیگر مرد | برنده |

### امی (ساعات پربیننده)
| سال  | فیلم                | رده                        | نتیجه |
| ---- | ------------------- | -------------------------- | ----- |
| ۱۹۷۹ | ریشه‌ها: نسل‌های بعدی | بهترین بازیگر نقش مکمل مرد | برنده |

### دیوید دی دوناتلو
| سال  | فیلم     | رده                     | نتیجه |
| ---- | -------- | ----------------------- | ----- |
| ۱۹۵۸ | سایونارا | بهترین بازیگر مرد خارجی | برنده |